# SKA-Orbita Lwów
SKA-Orbita Lwów (ukr. Футбольний клуб «СКА-Орбіта» (Львів), Futbolnyj Kłub "SKA-Orbita" (Lwiw)) – ukraiński klub piłkarski, mający siedzibę w mieście Lwów, na zachodzie kraju, działający w latach 2000-2002.

## Historia
Chronologia nazw:
- 2000: SKA-Orbita Lwów (ukr. «СКА-Орбіта» (Львів))
- 2002: klub rozwiązano

Klub piłkarski SKA-Orbita została założony w miejscowości Lwów w 2000 roku z inicjatywy działacza piłkarskiego Anatolija Tyszczenki. Początkowo klub miał siedzibę w Borysławiu i nazywał się Naftowyk Borysław. W 2000 zespół startował w rozgrywkach obwodu lwowskiego, zajmując trzecie miejsce. W 2000 i 2001 występował w mistrzostwach Ukrainy wśród amatorów. W sezonie 2001/02 debiutował w Drugiej Lidze, zajmując 13.miejsce w grupie A. Jednak przed rozpoczęciem następnego sezonu zrezygnował z dalszych rozgrywek. 18 stycznia 2002 roku Anatolij Tyszczenko uczestniczył w konferencji profesjonalnych klubów piłkarskich we Lwowie, która omawiała możliwość współpracy.. Latem 2002 klub został rozwiązany.

## Barwy klubowe, strój
|  |  |

Klub ma barwy czerwono-czarne. Strój jest nieznany.

## Sukcesy

### Trofea międzynarodowe
Nie uczestniczył w rozgrywkach europejskich (stan na 31-05-2020).

### Trofea krajowe
| \| \| Zdobyte trofea w rozgrywkach Ukrainy (stan na: 31-05-2020) \| |                                                            |      |          |
| Rozgrywki                                                           | Osiągnięcie                                                | Razy | Sezon(y) |
| · Mistrzostwo                                                       | I miejsce                                                  | 0    |          |
| · Mistrzostwo                                                       | II miejsce                                                 | 0    |          |
| · Mistrzostwo                                                       | III miejsce                                                | 0    |          |
| Puchar                                                              | zdobywca                                                   | 0    |          |
| Puchar                                                              | finalista                                                  | 0    |          |
| II liga                                                             | I miejsce                                                  | 0    |          |
| II liga                                                             | II miejsce                                                 | 0    |          |
| II liga                                                             | III miejsce                                                | 0    |          |
| Ukraina                                                             | Zdobyte trofea w rozgrywkach Ukrainy (stan na: 31-05-2020) |      |          |

- Druha liha (D3):
  - 13.miejsce (1x): 2001/02 (gr.A)

- Mistrzostwo obwodu lwowskiego:
  - 3.miejsce (1x): 2000

## Poszczególne sezony

### Rozgrywki międzynarodowe

#### Europejskie puchary
Nie uczestniczył w rozgrywkach europejskich.

### Rozgrywki krajowe
| \| Ukraina \| Bilans występów klubu w rozgrywkach piłkarskich Ukrainy (Stan na 31 grudnia 1991 r.) \| \| |                                                                                      |        |       |   |   |   |    |    |     |         |        |        |      |
| Poziom                                                                                                   | Rozgrywki                                                                            | Sezony | Mecze | Z | R | P | B+ | B– | Pkt | Lata    | Awanse | Spadki | Naj. |
| I | Wyszcza liha                                                                         | 0      |       |   |   |   |    |    |     |         | 0      | 0      |      |
| II | Persza liha                                                                          | 0      |       |   |   |   |    |    |     |         |        |        |      |
| III | Druha liha                                                                           | 1      |       |   |   |   |    |    |     | 2001/02 | 0      | 0      | 13   |
| IV | Tretia liha                                                                          | 0      |       |   |   |   |    |    |     |         |        |        |      |
| | Puchar Ukrainy                                                                       | 0      |       |   |   |   |    |    |     |         | 0      | 0      |      |
| Ukraina                                                                                                  | Bilans występów klubu w rozgrywkach piłkarskich Ukrainy (Stan na 31 grudnia 1991 r.) |        |       |   |   |   |    |    |     |         |        |        |      |

## Struktura klubu

### Stadion
Klub piłkarski rozgrywał swoje mecze domowe na stadionie SKA we Lwowie o pojemności 16000 widzów.

## Kibice i rywalizacja z innymi klubami

### Derby
- Karpaty Lwów